# 格但斯克國家博物館
格但斯克國家博物館（波蘭語：Muzeum Narodowe w Gdańsku）是波蘭格但斯克的一座博物館，成立於1972年，也是波蘭國家博物館的主要分館之一。博物館所在建築曾是一座方濟各會修道院，自19世紀開始已被用來作為博物館使用。

## 博物館相片

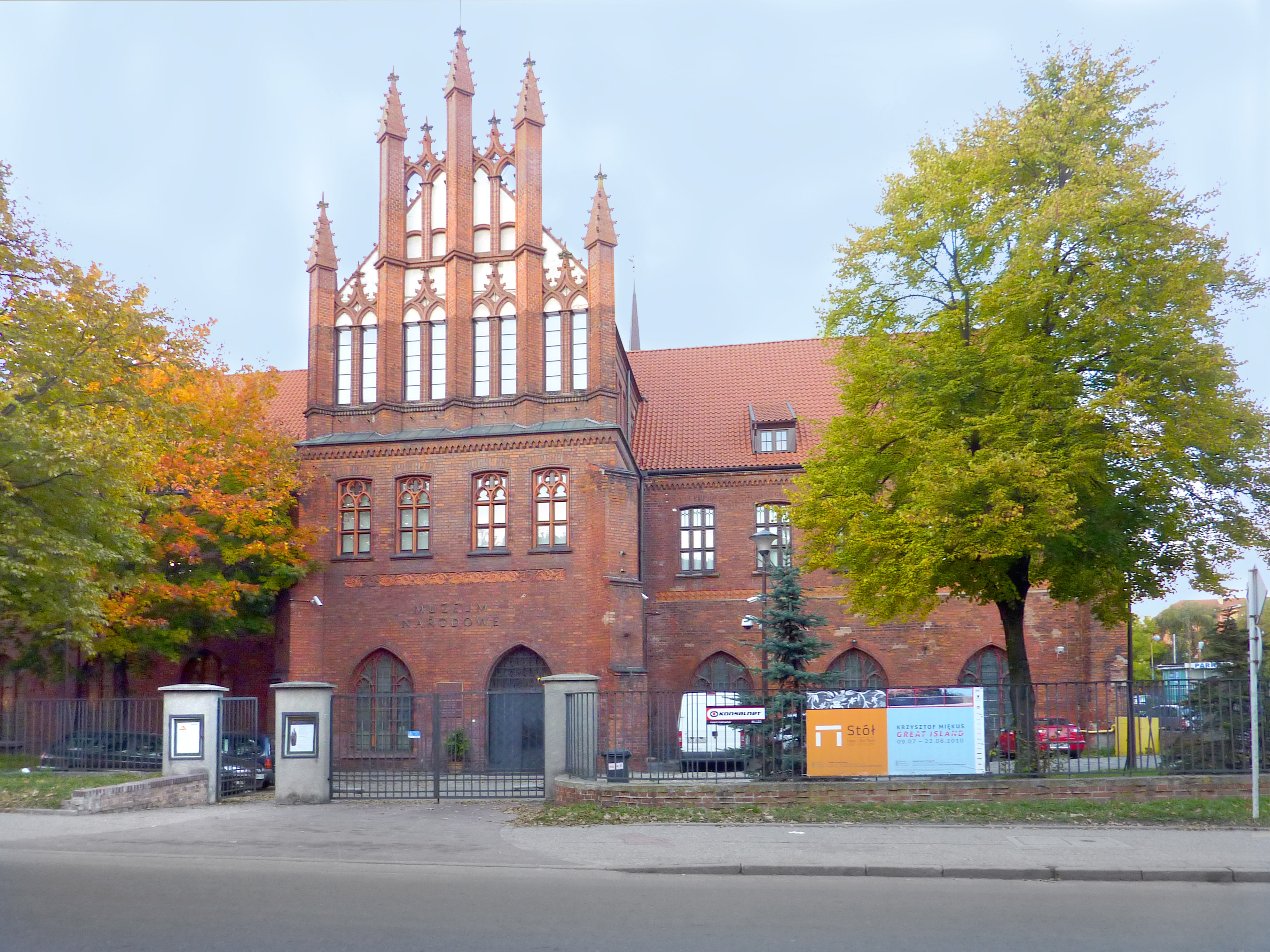
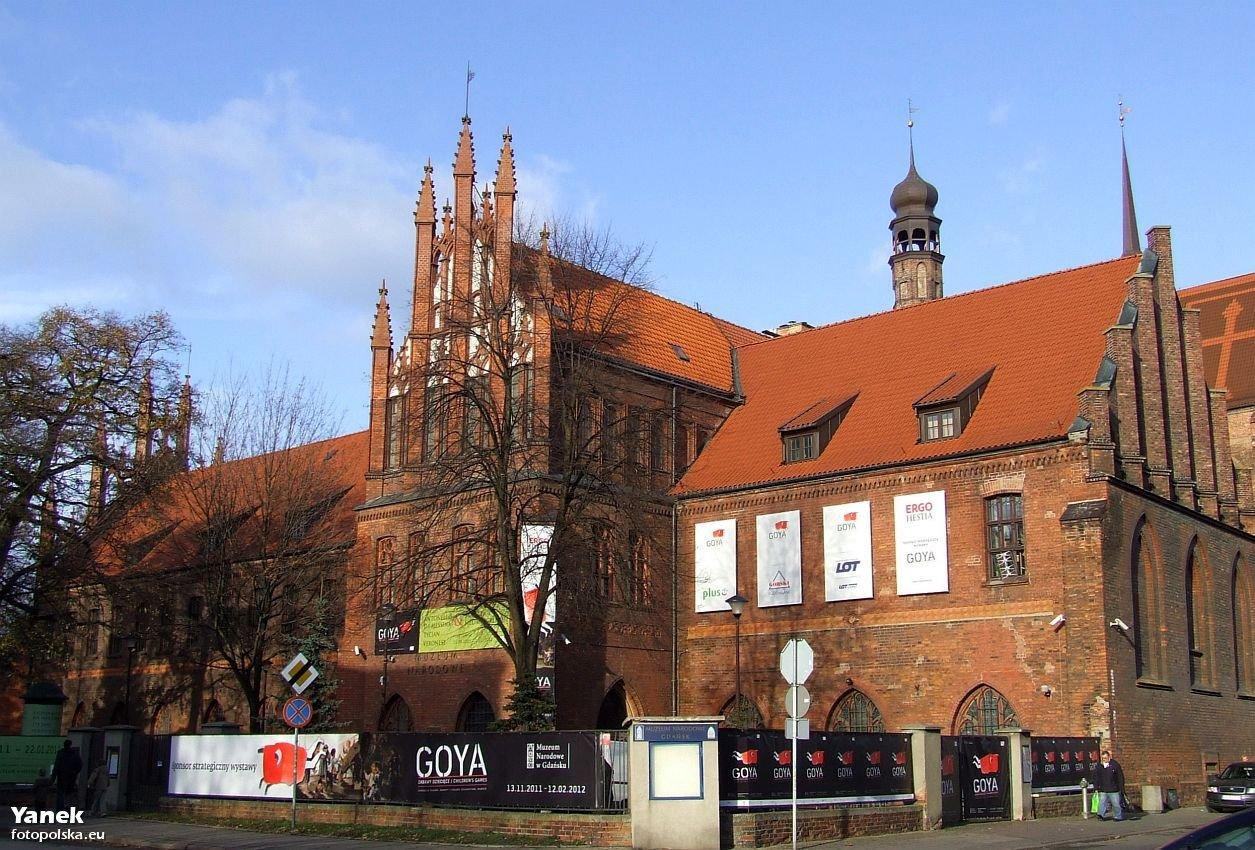
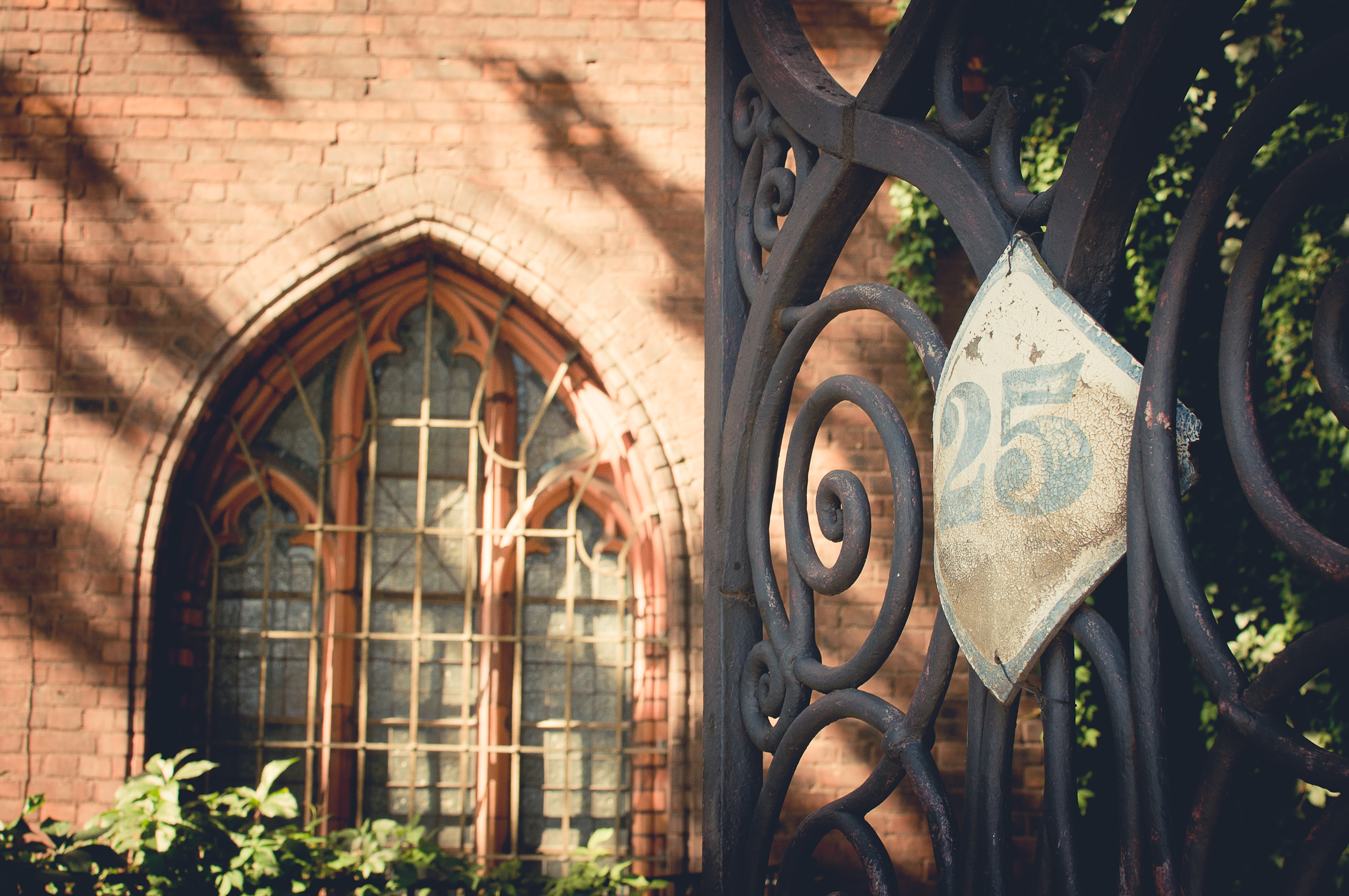

## 外部連結
- 官方网站

54°20′44″N 18°38′49″E / 54.34556°N 18.64694°E